# Луньякко
Луньякко (итал. Lugnacco) — коммуна в Италии, располагается в регионе Пьемонт, в провинции Турин.
Население составляет 338 человек (2008 г.), плотность населения составляет 85 чел./км². Занимает площадь 4 км². Почтовый индекс — 10080. Телефонный код — 0125.
В коммуне 2 февраля особо празднуется Сретение Господне.

## Демография
Динамика населения:

## Администрация коммуны
- Официальный сайт: